# Берестяны
Берестяны (укр. Берестяни) — село в Бисковичской сельской общине Самборского района Львовской области Украины.
Население по переписи 2001 года составляло 699 человек. Занимает площадь 7,315 км². Почтовый индекс — 81422. Телефонный код — 3236.